# Elsa Noguera
Elsa Margarita Noguera de la Espriella (Barranquilla, 30 de septiembre de 1973) es una política y economista colombiana. Fue alcaldesa de Barranquilla durante el periodo 2012-2015, siendo la primera alcaldesa elegida por voto popular en Barranquilla. Fue ministra de Vivienda durante el período 2016-2017 y fórmula vicepresidencial del candidato presidencial Germán Vargas Lleras en 2010. Fue la primera gobernadora del Atlántico elegida por voto popular en el periodo 2020-2023.

## Biografía
Es hija del exalcalde de Barranquilla 1973 Vicente Noguera Carbonell. Es bachiller del Colegio Marymount, egresada de la facultad de Economía de la Pontificia Universidad Javeriana, con maestría en Administración de Empresas y Finanzas de la Universidad del Norte y diplomado en Negocios Internacionales en la Universidad Americana de Washington D. C. Está casada con el empresario Juan Carlos Hernández Lucarini desde el 1⁰ de julio de 2017. Tiene 2 hermanos llamados Daniel Noguera de la Espriella, que fue director de los Juegos Centroamericanos y del Caribe 2018 y Vicente Noguera de la Espriella.

## Trayectoria
Se desempeñó como analista financiera de Fundesarrollo entre los años 2002 y 2006. En 2007 fue directora de la fiduciaria La Previsora Barranquilla, nombrada por el entonces alcalde Guillermo Hoenigsberg, y luego tesorera departamental de la Gobernación del Atlántico, nombrada por Fuad Char, durante el mandato del gobernador Carlos Rodado Noriega. 
En 2008 ejerció funciones como secretaria de Hacienda de la administración del alcalde Alejandro Char, y en una ocasión ejerció como alcaldesa encargada. Fue declarada la mejor funcionaria de esa cartera en Colombia por la aplicación de un modelo de gestión que permitió en poco tiempo sanear las arcas del distrito de Barranquilla.
En este período, los ingresos municipales pasaron de $660.000 millones en 2007 a $1.4 billones en 2010. La inversión del sector central aumentó 77%, pasando de $530.000 millones en 2007 a $940.000 millones en 2009. La deuda pasó de representar el 80% de los ingresos de Barranquilla en el 2007 al 34% en el 2009. Logró reducir el déficit presupuestal de $43.000 millones en 2007 a un superávit de $36.000 millones en 2008 y de $94.000 millones en 2009.
Elsa Noguera propuso el fortalecimiento de las instituciones para que sean capaces de proveer los bienes y servicios públicos de manera oportuna y eficaz, haciendo un uso adecuado de los recursos del Estado, al asignarlos a sectores donde se genera mayor rentabilidad social y estableciendo algunas restricciones, para finalmente asignarlos eficientemente.

### Candidata a la Vicepresidencia de Colombia (2010)
Para las elecciones presidenciales de Colombia de 2010, Noguera fue fórmula vicepresidencial del candidato Germán Vargas Lleras por el partido Cambio Radical. En esta ocasión, Vargas Lleras anunció que, en caso de llegar a la Casa de Nariño, también le otorgaría el cargo de ministra de Hacienda y lideraría los procesos de autonomía en la Costa y otras regiones del país.

### Alcaldía de Barranquilla (2012-2015)

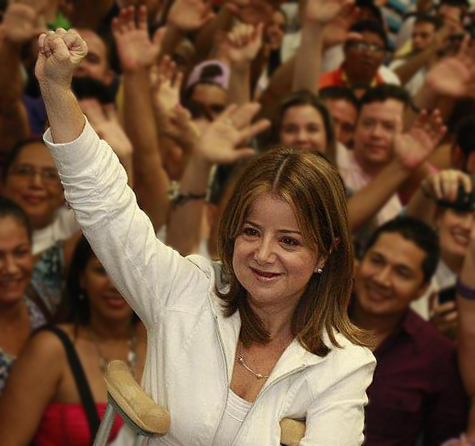
Noguera en campaña política en 2011

El 30 de octubre de 2011 ganó las elecciones para la alcaldía de Barranquilla, para el periodo 2012-2015
 con 225.891 votos a su favor (58%), doblando los 113.281 del candidato independiente Juan García Estrada, convirtiéndose en la primera alcaldesa electa por voto popular. En esta elección venció a Irene Arzuza candidata por el partido MIRA.
El plan de desarrollo de la administración de Elsa Noguera, denominado "Barranquilla Florece para Todos", incluyó proyectos que ayudaron a cerrar la brecha social y abrir el camino a la competitividad. Se fundamentó en tres ejes: "Barranquilla Ordenada", "Barranquilla con Equidad Social" y "Barranquilla Competitiva". El texto completo del Plan se encuentra aquí.
Bajo el lema "Sembrar en Grande para Progresar en Grande", la ciudad de Barranquilla inició en el 2012 un programa de valorización por beneficio general. Fueron 13 las inversiones anunciadas, que buscaron continuar con el mejoramiento del espacio público del centro histórico, impulso a la movilidad y apuntarle a mejores condiciones medioambientales de la ciudad. 
La "Contribución por Valorización" 2012 estuvo dividida en tres frentes: Desarrollo y Renovación Urbana, por $130.150 millones; Mejoramiento de la Conectividad, por $117.500 millones y Mejoramiento del Equipamiento Urbano, por $44.000 millones. Este programa de valorización formó parte del Plan de Desarrollo de la administración Noguera y representó el 4,7% de los siete billones de pesos de todo el plan.

#### Gestión
Durante los cuatro años de gobierno de Elsa Noguera, se logró la rehabilitación de 70 parques y la canalización de los tres arroyos más peligrosos de Barranquilla. Su gestión financiera le permitió entregar la ciudad lista para salir de la Ley 550 (que establece la reestructuración de los entes territoriales para lograr el desarrollo) por su evidente crecimiento. 
Logró reducir el índice de pobreza en 27% y de pobreza extrema en 24%, además de mejorar la prestación del servicio de salud y recuperar la infraestructura educativa. Barranquilla lideró el programa de entrega de vivienda nueva, así como la titulación y mejoramiento de casas y la pavimentación de calles en todo el territorio.
Elsa Noguera apostó por una ciudad competitiva, generando oportunidades de inversión. Durante su periodo de cuatro años, 165 nuevas empresas se formaron en el distrito y 100 expandieron sus inversiones, que superaron los 2 mil millones de dólares. Por la confianza que generó el crecimiento de Barranquilla, por primera vez el Banco Interamericano de Desarrollo le prestó de manera directa a un municipio USD 100.000.000 (285 mil millones de pesos).
Durante su periodo como alcaldesa, Barranquilla recibió reconocimientos de organismos internacionales como la ciudad colombiana con mayor potencial de crecimiento. Obtuvo el primer lugar en el Índice de Transparencia Municipal, con un puntaje de 76,9 sobre 100, según un estudio nacional de la ONG Transparencia por Colombia, que la calificó como la ciudad con menor riesgo de corrupción administrativa del país.

### Ministra de Vivienda, Ciudad y Territorio (2016-2017)
Durante su administración, fue la primera vez que se logró un presupuesto de $10 billones para construir 450.000 viviendas en diversos programas, tanto gratuitos como de interés social en todo el país, gracias a importantes alianzas con los municipios y departamentos.
El programa incluyó 30.000 unidades para la segunda fase de construcción de viviendas gratuitas; 46.000 viviendas fueron destinadas para el programa “Mi Casa Ya Ahorradores”, 130.000 unidades habitacionales para el programa “Mi Casa Ya”; 130.000 casas recibieron subsidio a la tasa de interés y 144.000 colocadas por las Cajas de Compensación Familiar.
Luego de dejar el cargo en agosto de 2017, después de 15 meses de gestión, la cartera de vivienda fue asumida por el también barranquillero Jaime Pumarejo Heins, exalcalde de Barranquilla.

### Gobernadora del Atlántico (2020-2023)
El 27 de octubre de 2019 fue elegida como gobernadora del Atlántico con el 66.67% de los votos con la coalición La Clave Es La Gente, conformada por los partidos Cambio Radical, Partido Conservador Colombiano, Partido Liberal Colombiano y Centro Democrático, venciendo a sus adversarios debutantes: Nicolás Fernando Petro Burgos, hijo del actual Presidente de la República de Colombia Gustavo Petro y exdiputado de la Asamblea del Atlántico, de la coalición Colombia Humana Atlántico, que estaba conformada por los partidos Colombia Humana-UP, MAIS y Alianza Verde; Carlos Julio Dennis Vega, del partido cristiano Colombia Justa Libres; Diana Patricia Macías Reslen, del partido Alianza Social Independiente y Rodney Dario Castro Gullo, del partido Colombia Renaciente.

#### Negociación con estudiantes de la Universidad del Atlántico
El 21 de enero de 2020, con solo dos semanas en el cargo, la gobernadora Elsa Noguera inició conversaciones con estudiantes de la Mesa de Articulación de Facultades de la Universidad del Atlántico, para buscar una solución viable a la crisis institucional en esta casa de estudios superiores y reactivar las actividades académicas, que estuvieron paralizadas desde el 25 de octubre de 2019.
Después de varios días de conversaciones, el 29 de enero de 2020 la gobernadora Elsa Noguera y los voceros de los estudiantes firmaron un acuerdo que posibilitó el levantamiento del cese de actividades, tras lograr un consenso en la propuesta para permitir la reanudación de las actividades académicas en el principal centro de educación superior público del departamento.

## Polémicas

### Coso Distrital
En su administración, la polémica más sonada fue la construcción del llamado "Coso Distrital" en el corregimiento de Juan Mina (posteriormente destruido por los habitantes de este corregimiento) puesto que algunos grupos animalistas alegaron que el objetivo de ese lugar era asesinar animales callejeros. Otros personajes involucrados en esta polémica fueron la presentadora Carolina Cruz y la periodista Eva Durán, debido a que la primera había revelado una fotografía extraída de un periódico originario de la India en su cuenta de Twitter (el cual horas más tarde lo eliminó), y la segunda debido a su activismo animalista. Luego de esta controversia la alcaldía de Barranquilla publicó un comunicado tanto en su página web oficial, como en el portal Las 2 Orillas desmintiendo la construcción del mencionado lugar y de paso descartando la existencia de una política de sacrificio animal.

### Fase II de la Valorización
Otra polémica fue la implementación del impuesto de Valorización en su Fase II debido a que algunos grupos cívicos y varios políticos opositores, entre ellos el 2 veces concejal y 3 veces candidato a la alcaldía de Barranquilla Antonio Bohórquez, argumentaban que ese impuesto era ilegal.

## Vida personal

### Matrimonio
El 1° de julio de 2017 contrajo nupcias con el empresario Juan Carlos Hernández Lucarini, en Playa del Carmen, México. La celebración duró varios días y tuvo más de 200 asistentes.

### Discapacidad
De nacimiento tiene un problema de sobrecalcificación en los huesos, por lo que son muy frágiles y se quiebran fácilmente (osteogénesis imperfecta). Mide 1.40 metros y le han practicado al menos 8 cirugías, razón por la que debe usar muletas.